# برميل

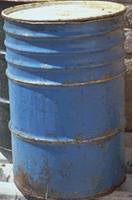
برميل حديدي.

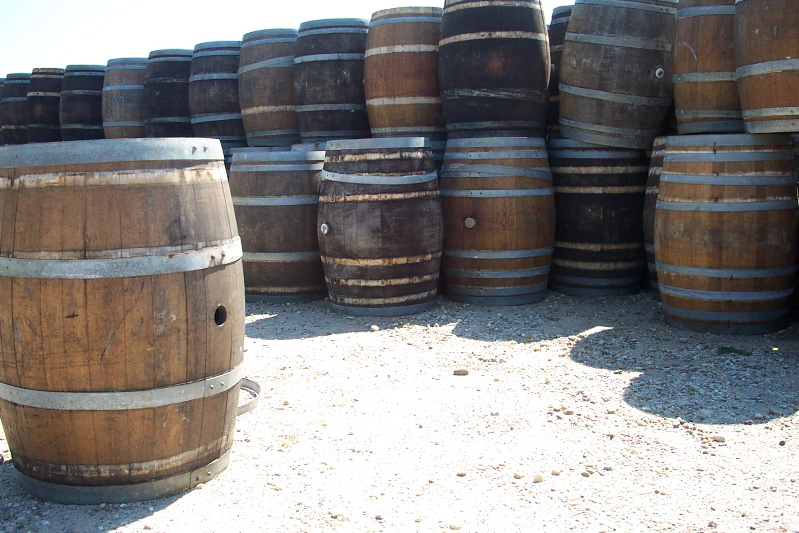
بتاتي خشبية.

البِرْمِيْل (الجمع: بَرَامِيْل) وعاء كبير أسطواني الشكل يصنع من الخشب أو المعدن. تصنع جوانب البرميل الخشبي من شرائح من الخشب، يرتبط بعضها ببعض بأطواق من المعدن أو الخشب. وتتسع شرائح الخشب في وسطها وتقل في نهايتيها. وهذا يجعل البرميل الخشبي ينتفخ في وسطه. ويزيد هذا الشكل من متانة البرميل، غير أنه يأخذ مساحات أكبر عند الشحن. أما رؤوس البراميل (الغطاء والقاعدة) فهي دوائر مسطحة من الخشب، تثبت في أخدود قرب نهاية شرائح الخشب. والبراميل التي توضع فيها السوائل تحتوي عادة على ثقب في إحدى نهايتيه أو في أحد جوانبه. وكلمة ثقب تطلق أيضًا على الفلِّينة أو السدادة التي تستخدم لملء فراغ الثقب.
يعتمد البرميل كوحدة لقيس كَمِّيَّة النفط، وَتُقَدَّر سعة البرميل بحوالي 159 لتر. وغالباً ما تستخدم لحفظ السوائل.
يسمَّى البرميل الذي يستخدم لتخمير العصير الدَّن وجمعه دِنَان.

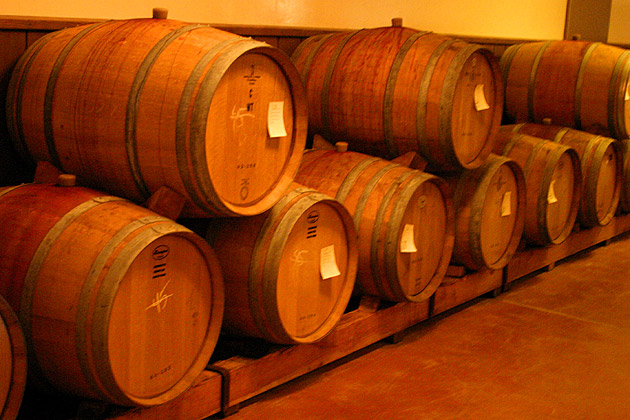
دِنَان النبيذ

## التأثيل
أصل كلمة برميل هي barile الإيطالية.

## هوامش